# Hans Ballhausen
Hans Ballhausen (* 1894 in Duderstadt; † 1980 in Hamm) war ein deutscher Pädagoge, Verlagslektor und Herausgeber.
Ballhausen war Lehrer, studierte dann Pädagogik, Philosophie und Volkswirtschaft  und war nebenbei als Verlagslektor tätig. Er unterrichtete bis 1937 in Lippstadt, war Rektor in Hamm bis 1945 und dann Lehrer in Kamen bis 1960.
Vier seiner Schriften befassen sich mit Margarete Windthorst.

## Schriften
Selbständige Veröffentlichungen
- Abtretbarkeit und Pfändbarkeit des Berichtigungsanspruchs. Dissertation. Göttingen; Braunschweig: Waisenhaus-Buchdruck, 1928

Unselbständige Veröffentlichungen
- Mutter hat das große Los gezogen. In: Westfälischer Heimatkalender, 1951
- Warum die Dichterin des Ravensberger Landes nicht auf einem Bauernhof zur Welt kam. In: Der Minden-Ravensberger, Bielefeld, 51, 1971:
- Zum 20. Todestag von Margarethe Windthorst. In: Westfalenspiegel, Dortmund, Nov. 1978
- Gedanken an Margarete Windthorst. In: Westfälischer Heimatkalender, 1979

Herausgeberschaft
- Margarete Windthorst. Auswahl und Einführung Gladbach: Volksverein 1929
- Heldinnen des Werktags. Die werktätige Frau im Spiegelbild der Dichtung. Mönchengladbach: Werkjugend, 1930
- Wir Werkleute all. Ein Querschnitt durch die soziale Dichtung nach der Jahrhundertwende. 1930
- Großstadt. Anthologie. Hg. vom Reichsverband des kath. Arbeitervereins und von der Werkjugend. Köln: Werkjugend 1932
- Der Kumpel. Alte und neue Bergmannsgedichte. 1932
- Mutter Erde. Gedichte. 1934
- Gottesrufer. Neue religiöse Dichtung. Hg. vom Reichsverband der kath. Arbeitervereine und der Werkjugend. 1934
- Märchen aus Westfalen. Unter besonderer Berücksichtigung der Grimmschen Märchen. Dortmund: Crüwell 1940
- Ricarda Huch. Männer und Mächte um 1848.  1951
- Westfälisches Erzählgut. Band 1. Dortmund: Crüwell 1964 (mit Wilhelm Dege)